# Guanozin
Guanozin je purinski nukleozid koji se sastoji od guanina vezanog za ribozni (ribofuranozni) prsten putem β-N9-glikozidne veze. Guanozin može biti fosforolizovan, čime nastaje guanozin-monofosfat (GMP), ciklični guanozin monofosfat (cGMP), guanozin-difosfat (GDP), i guanozin trifosfat (GTP). Te forme imaju važne uloge u nizu biohemijskih procesa, poput sinteze nukleinskih kiselina i proteina, fotosintezi, mišićnim kontrakcijama i intracelularnom prenosu signala (cGMP). Kad je guanin vezan svojim N9 azotom za C1 ugljenik dezoksiriboznog prstena, to jedinjenje se zove dezoksiguanozin.
Struktura guanozina je slična antiviralnom leku aciklovir, koji se često koristi u lečenju herpesa.

## Literatura
- Кораћевић, Даринка; Бјелаковић, Гордана; Ђорђевић, Видосава. Биохемија. савремена администрација. ISBN 86-387-0622-7.

## Spoljašnje veze
- Guanosine на 